# Roland Littlewood
Roland Martin Littlewood (* 1947) ist ein britischer Anthropologe und Psychiater sowie Professor für Anthropologie und Psychiatrie am University College London.
Er ist der Co-Autor (mit Maurice Lipsedge) des Aliens and Alienists (Aliens und Alienisten), jetzt in seiner dritten Auflage. Er war von 1994 bis 1997 Präsident des Royal Anthropological Institute.

## Schriften (Auswahl)
- mit Edmund Leach, Meyer Fortes: Pathology and identity. The Work of Mother Earth in Trinidad. Cambridge University Press, Cambridge 1993, ISBN 0-521-02615-6 (auch Reprint 2006).
- The Butterfly and the serpent. Essays in psychiatry, race and religion. Free Association Books, London 1998, ISBN 1-85343-399-3.
- Hrsg.: Cultural psychiatry & medical anthropology. An introduction and reader. Athlone Press, London 2000, ISBN 0-485-11527-1.
- Religion, agency, restitution. The Wilde lectures in natural religion 1999. Oxford University Press, Oxford 2001, ISBN 0-19-924197-X.
- Pathologies of the West. An anthropology of mental illness in Europe and America.  Cornell University Press, Ithaca, N.Y. 2002, ISBN 0-8014-3934-5.
- mit Maurice Lipsedge: Aliens and alienists. Ethnic minorities and psychiatry. Penguin, Harmondsworth 1982. (3. Auflage. Routledge, Hove 2004, ISBN 0-415-15724-2).
- On knowing and not knowing in the anthropology of medicine. Left Coast Press, Walnut Creek, California 2007, ISBN 978-1-59874-275-6.